# 小见之方
小見之方（1513年（永正10年）~ 1551年（天文20年）、日本戰國時代女性、齋藤道三正室。

## 家系
- 美濃國明智長山城主明智光繼之女（長女，一說為三女）。
- 與道三之間生有歸蝶（織田信長室）、孫四郎、喜平次。
- 被認為明智光秀為其甥。

## 登場作品

### 小説
- 國盗物語（司馬遼太郎）

### 電視劇
- 國盗物語（1973年、NHK 大河劇）- 山本陽子
- 國盗物語（2005年、テレビ東京 新春時代劇）- 遠野凪子

## 脚注
1. ↑  有一說為道三之嫡子·義龍為深芳野(一色左京上等藝人義清的女兒)或其他女性所生，不過，其實是土岐賴藝之妾，深芳野為側室。